# Csanád Gémesi
Csanád Gémesi, född den 13 november 1986 i Gödöllő, är en ungersk fäktare.

## Karriär
Csanád Gémesi ingick i det ungerska laget som tog brons i sabel vid OS 2020 och silver vid OS 2024.